# Bellissima
Bellissima è un film drammatico del 1951, diretto da Luchino Visconti, con Anna Magnani e Walter Chiari.

## Trama

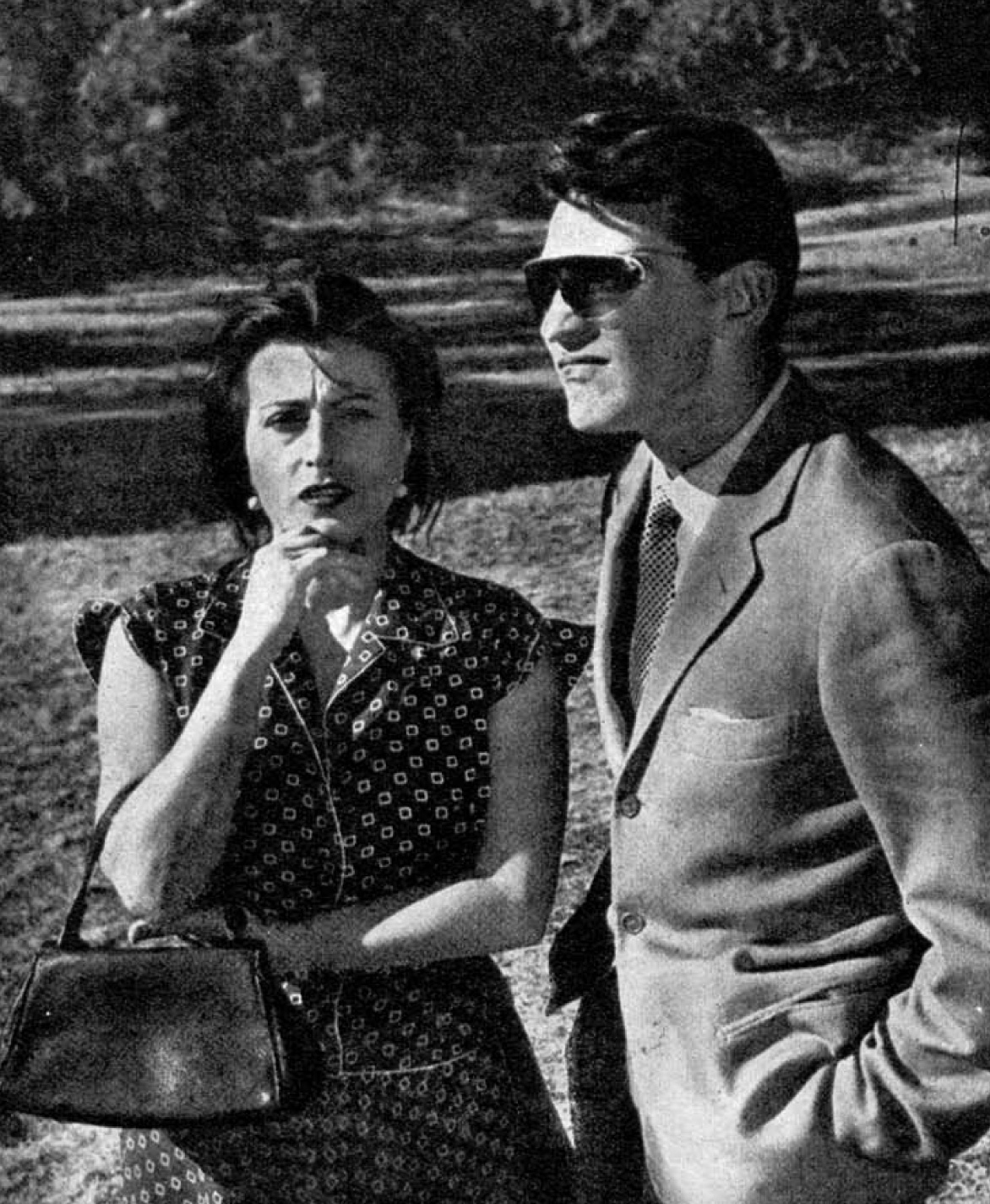
Anna Magnani (Maddalena Cecconi) e Walter Chiari (Alberto Annovazzi)

Un annuncio della radio nel corso di un concerto dà notizia che il regista Alessandro Blasetti cerca a Roma una bambina per una parte in un film. Ciò fa accorrere a Cinecittà una folla di madri tra le quali la popolana Maddalena Cecconi con la figlioletta Maria, per la quale la donna sogna un'ascesa sociale, tramite una carriera di artista alla quale lei aveva inutilmente aspirato in gioventù. Le speranze della madre, che non di rado si dà delle arie davanti a tutti, sono spesso oggetto di derisione da parte delle vicine di casa, ma soprattutto fonte di crescenti tensioni con il marito Spartaco, al quale Maddalena inizialmente tiene nascosti i suoi propositi.
Maddalena fa qualsiasi sacrificio per garantire alla figlia l'aiuto, più o meno valente, di un fotografo, di una maestra di recitazione e di un corso di ballo, e, nonostante le difficoltà finanziarie della famiglia e il ritardo nel pagamento delle rate per la casa, spende il proprio denaro in favore del parrucchiere e della sarta che si occupano di Maria. Ma la bambina, timida ed impacciata, non mostra né particolare talento, né interesse per lo spettacolo, mentre il padre, venuto finalmente a conoscenza della cosa, si scontra con la moglie perché desidera per Maria un'infanzia tranquilla come quella di tutte le altre bambine.
Durante una delle audizioni a Cinecittà, Maddalena viene avvicinata da un marginale collaboratore di Blasetti, Alberto Annovazzi, il quale si vanta con lei di poterle garantire raccomandazioni per la figlia in cambio di 50.000 lire, somma che egli invece spenderà nell'acquisto di una Lambretta. Maddalena, tutta presa dalla sua illusione, non si accorge che Annovazzi è in realtà un simpatico impostore e lo invita in famiglia, anche se poi rifugge dalle sue "avances".

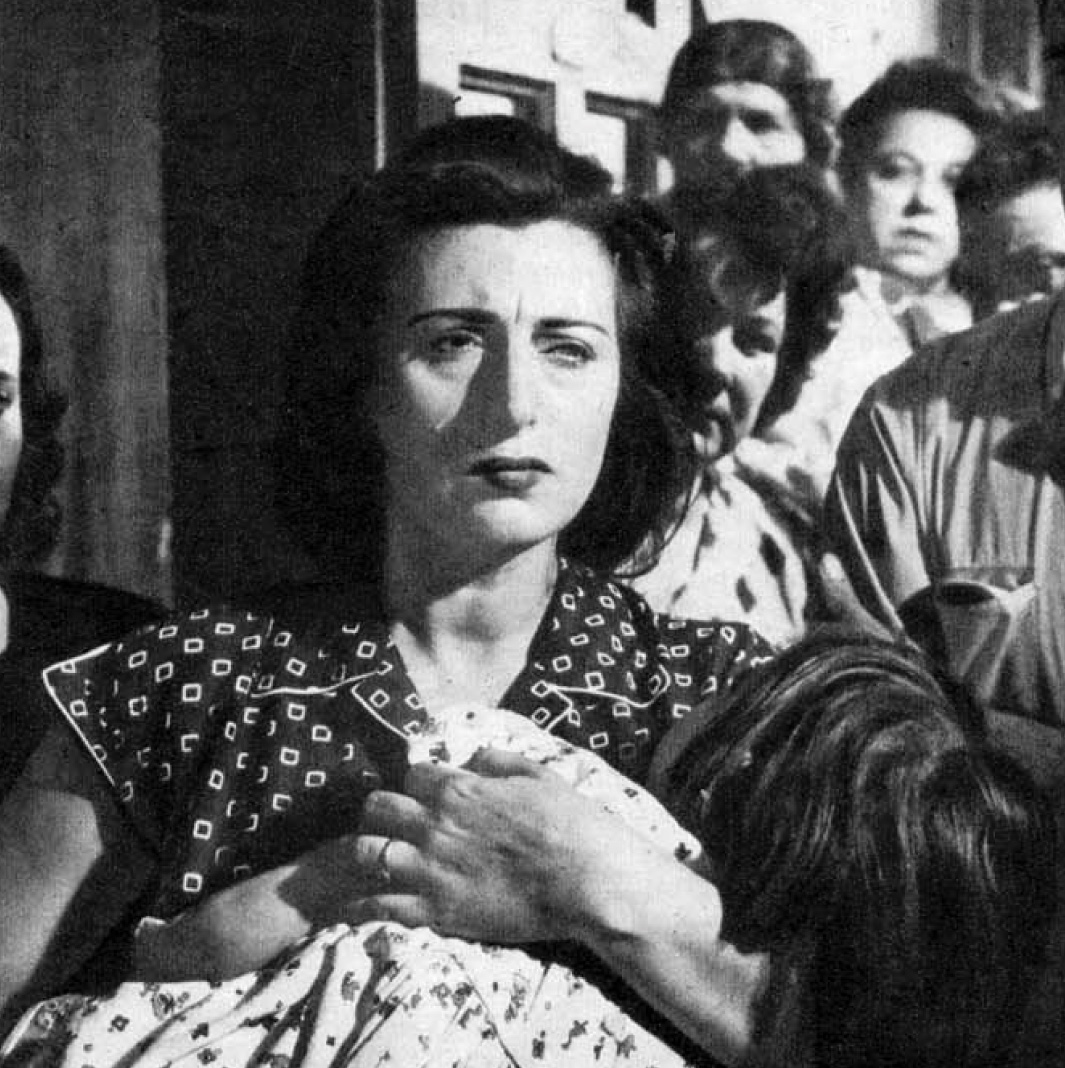
Un'intensa espressione di Anna Magnani nella scena in cui rifiuta l'offerta dei cineasti di scritturare la figlia

Quando Maria viene convocata per il provino, la madre, avvalendosi della simpatia suscitata in una giovane ex-attrice ridotta a lavorare nel laboratorio di montaggio, riesce ad assistere di nascosto alla proiezione effettuata dove la bimba, timida e goffa, scoppia a piangere disperatamente, suscitando le risate di scherno della troupe. Solo a questo punto Maddalena si rende conto dei suoi errori: oltre a scoprire finalmente la malafede di Annovazzi, capisce di aver preteso dalla bambina cose che la piccola non voleva né poteva fare, di aver speso inutilmente il denaro che serviva per la famiglia, e di aver messo così anche in crisi il rapporto con il marito.
Dopo aver vagato a lungo con la figlioletta per la città scossa da questi sentimenti, nel rientrare a casa trova inaspettatamente gli assistenti del regista che stanno discutendo con suo marito di un contratto per Maria: il soggetto del film prevedeva infatti una bimba goffa e impacciata, e Maria si è rivelata adatta allo scopo. Ma a quel punto Maddalena, resasi conto delle pericolose illusioni nascoste nel cinico mondo del cinema, rifiuta il contratto, abbandona i sogni di successo per la piccola e riallaccia i rapporti con il marito.

## Produzione

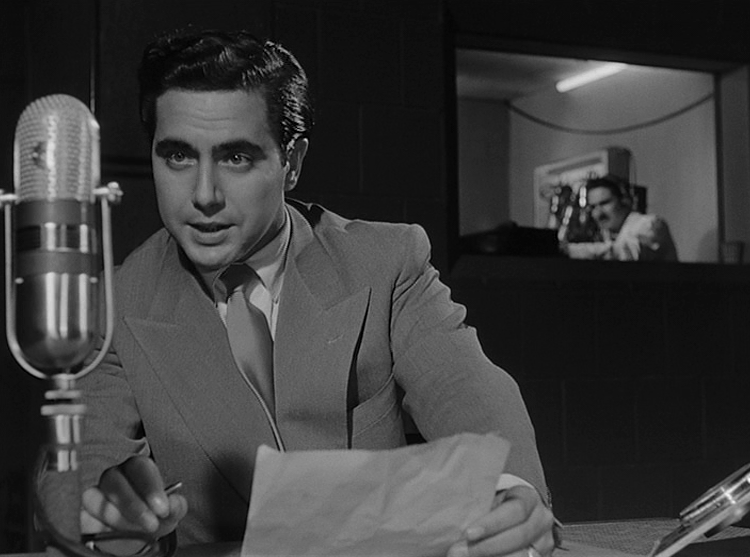
Corrado Mantoni in una scena del film

Il film nasce da un soggetto di Cesare Zavattini, più volte rielaborato. In un servizio apparso su Stampa Sera si riporta la notizia per cui la storia trarrebbe origine da un fatto realmente accaduto circa un anno e mezzo prima, quando il regista Blasetti, che cercava una bambina per il suo film Prima Comunione, ebbe a che fare con una madre che voleva a tutti i costi imporre la sua figlioletta come protagonista, dicendo a tutti che era «bellissima». Secondo Lino Miccichè, esistono tre versioni del soggetto (denominate S1, S2 ed S3), tra loro alquanto diverse, che poi hanno dato vita a un'ulteriore versione (la S4), quella alla base del copione, alla quale però Zavattini non aveva più lavorato. Anche Visconti conferma di aver apportato molte modifiche al soggetto di Zavattini, parlando anche di notevoli modifiche alla struttura del film ed ai dialoghi, in questo caso anche grazie alla Magnani. Significativo l'apporto di Suso Cecchi D'Amico, che introdusse nella sceneggiatura il personaggio di Walter Chiari, per bilanciare la parte della Magnani.

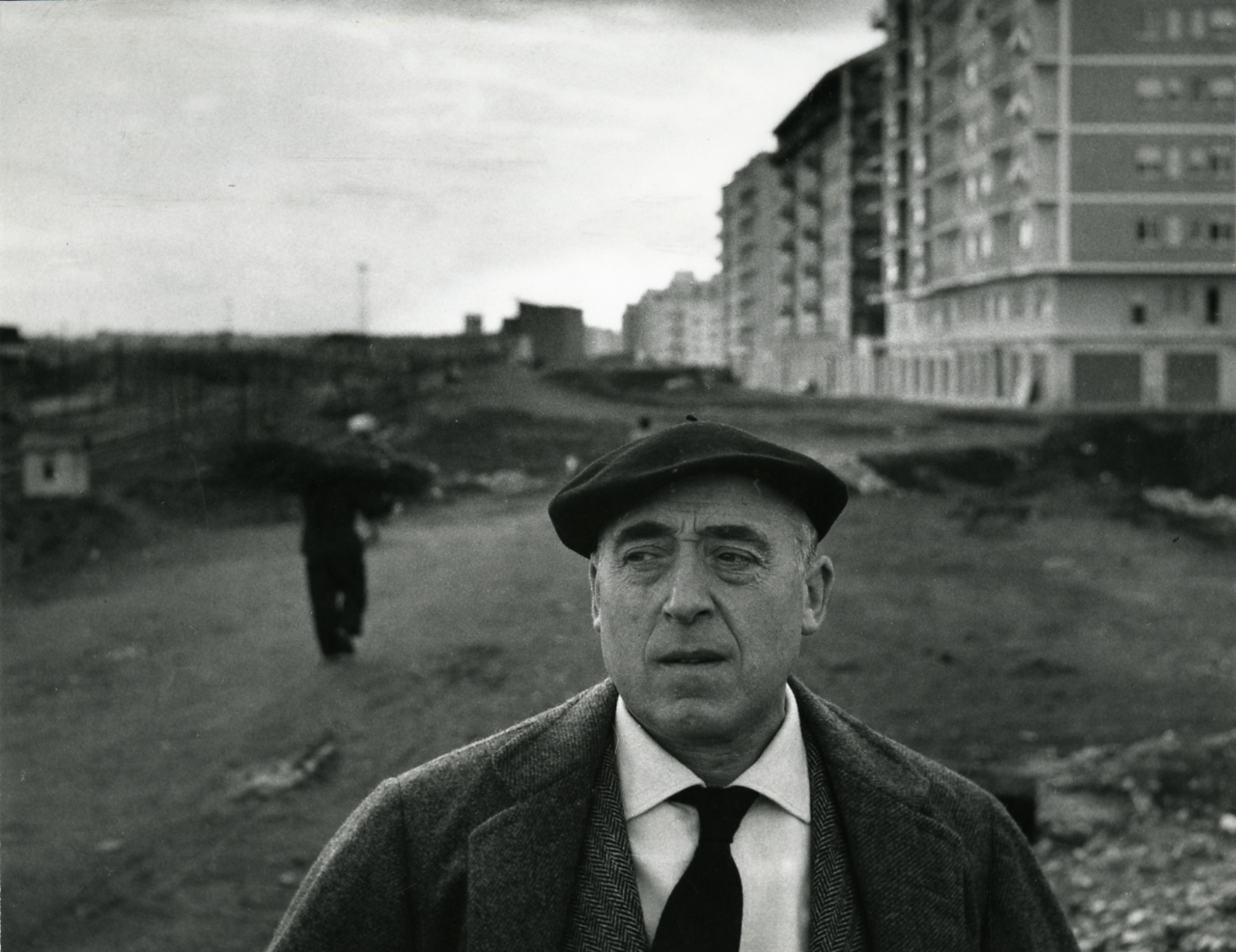
Cesare Zavattini, autore del soggetto originario di Bellissima, che poi fu profondamente rivisto nella produzione del film

Visconti non realizzava una regia cinematografica da tre anni. «Dopo l'insuccesso commerciale di La terra trema – scrive Alessandro Bencivenni - che, presentato a Venezia, attira gli insulti del pubblico benpensante irritato dalla rappresentazione della realtà popolare e non conosce quasi distribuzione, Visconti incontra difficoltà a realizzare altri progetti». Il regista stesso dichiarò quali erano stati i suoi intenti e le difficoltà incontrate: «La scelta di un soggetto piuttosto che un altro non dipende esclusivamente dalla volontà del regista. Occorre anche una combinazione finanziaria che permetta di realizzarlo. Dopo che avevo dovuto rinunciare a Cronache di poveri amanti ed a La carrozza del Santissimo Sacramento, Salvo d'Angelo mi propose il soggetto di Zavattini. Da molto tempo desideravo girare un film con la Magnani e siccome era appunto la Magnani l'interprete prevista per "Bellissima", accettai. (…) E mi interessava anche conoscere quale rapporto sarebbe nato tra me regista e la "diva" Magnani. Il risultato è stato felicissimo». La conoscenza tra i due artisti datava da tempo ed aveva anche portato la Magnani a ospitare per alcuni giorni Visconti, quando lui era ricercato per attività antifascista durante l'occupazione tedesca di Roma.

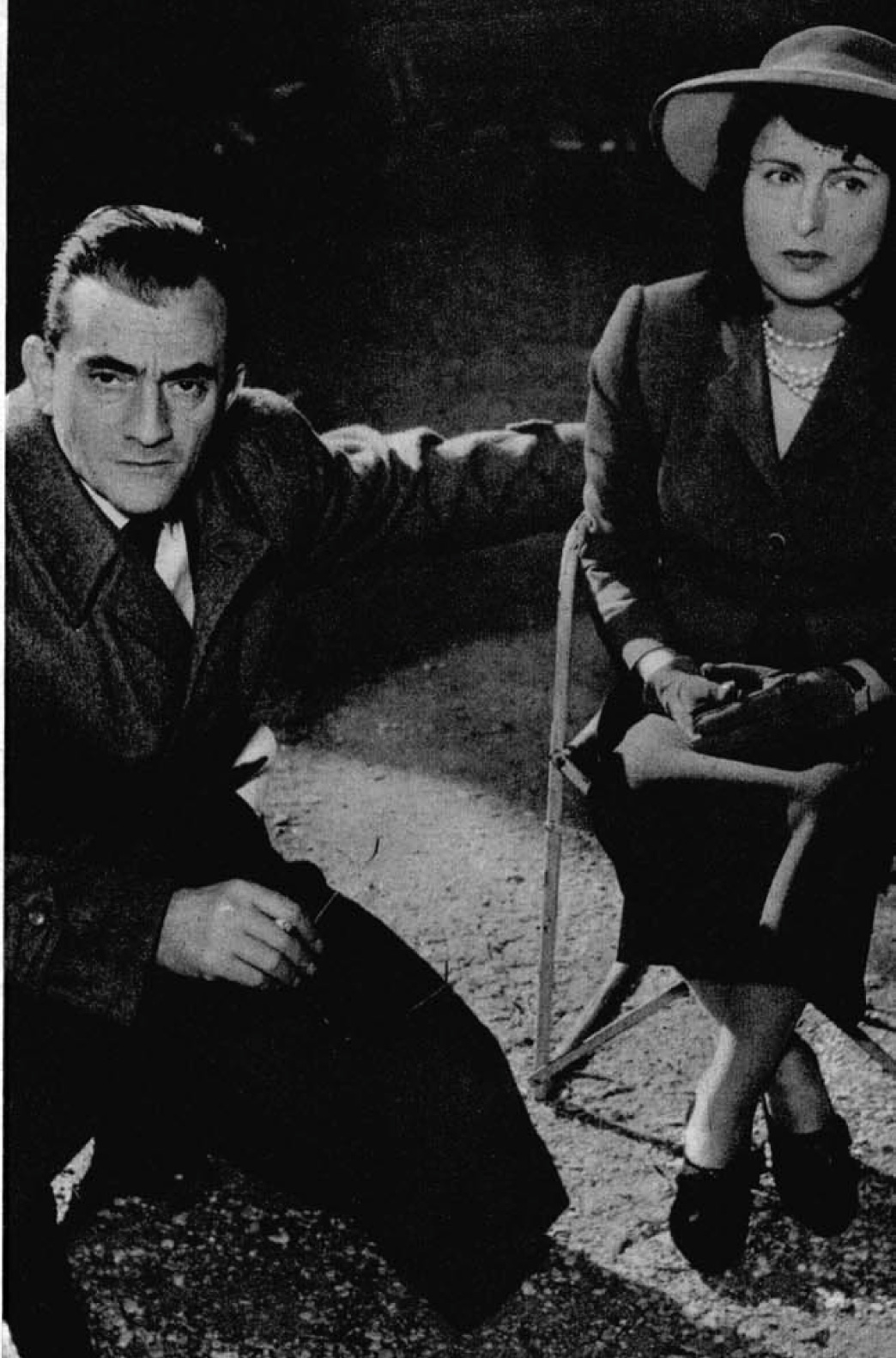
Il regista Luchino Visconti ed Anna Magnani

Le riprese del film iniziarono nel giugno 1951 e proseguirono sino alla fine di ottobre. Contrariamente ad altre occasioni - ad esempio quando l'anno successivo si girò Camicie rosse, dove il regista Alessandrini, ex marito della Magnani, a causa dei contrasti con lei abbandonò il "set"- i rapporti dell'attrice con il regista furono buoni. Ricorda Francesco Rosi, che qui fece la sua prima esperienza cinematografica come aiuto regista: «Due caratteri fortissimi, era bellissimo vederli lavorare. Niente scene, niente scontri. Visconti sapeva che la Magnani gli portava la sua personalità, la sua genialità di interprete». Anche la Magnani ebbe parole di stima per il regista: «Nonostante i suoi difetti mi sono trovata bene con Visconti. Mi ha lasciato le redini sciolte. Del resto sapeva che è l'unico modo per farmi recitare». Non si verificarono quelle «liti clamorose che hanno segnato la collaborazione di Anna Magnani con tutti i registi con cui ha lavorato». Gianni Rondolino riporta una dichiarazione di Visconti, nella quale il regista ammette :«Il vero soggetto era la Magnani: volevo tratteggiare con lei il ritratto di una donna, di una madre moderna e credo di esserci riuscito abbastanza bene, perché la Magnani mi ha prestato il suo enorme talento, la sua personalità. Questo mi interessava e, in minore misura, l'ambiente del cinema».
Durante la lavorazione di Bellissima si svolsero anche due vicende personali. Secondo Patrizia Carrano vi fu un flirt tra la Magnani e Walter Chiari: «Bellissima l'aveva messa di fronte casualmente al quel giovanotto milanese sempre indaffarato (…). Si era avviata una piccola storia, breve, nata dalla solitudine, dalla paura dell'età. Incontro breve, nato e morto sul "set" del film di Visconti». Anche nei confronti della bambina, Tina (diminutivo di Concetta) Apicella, di cinque anni, l'attrice sviluppò un forte sentimento affettivo. Secondo Governi Anna Magnani la portò spesso a casa sua, la fece conoscere al figlio Luca, che aveva solo 2 anni più di lei, e i due bimbi diventarono amici. Ad un certo punto l'attrice pensò anche a un'adozione, ma si fermò di fronte al comprensibile rifiuto della famiglia. Durante le riprese si verificò anche un incidente finanziario, quando un amministratore sparì con la cassa del film, fatto a cui tuttavia si poté porre rimedio. Altri problemi si ebbero con il mondo della distribuzione: fu chiesto a Visconti di inserire tra gli interpreti l'attore Carlo Croccolo, che a quel tempo assicurava un forte successo di pubblico e, a tale fine, fu promesso a Visconti un "cachet" aggiuntivo di 16 milioni, che tuttavia fu rifiutato. Non mancò neppure un intervento della censura, che impose di rivedere alcuni brani dei testi. Al film presero parte attori già noti o destinati ad una importante carriera, tra cui Walter Chiari, Tecla Scarano, Arturo Bragaglia e Nora Ricci, oltre ad Alessandro Blasetti, Mario Cecchi Gori, Corrado ed altri nel ruolo di sé stessi.
In diverse scene la Magnani venne lasciata libera di recitare quasi a braccio, pur rispettando ovviamente il copione: tra queste, in un paio di frizzanti scene di interni con Tecla Scarano, nella lunga e famosa sequenza girata in una trattoria e sulla riva del Tevere insieme a Walter Chiari (si direbbe quasi "un film nel film"), e verso il finale, in una scena in notturna con in grembo Tina Apicella addormentata e seduta su una panchina fuori dagli studi di Cinecittà, ove l'attrice, piangente, con un fazzoletto portato alla bocca e guardandosi nervosamente intorno, pronuncia un non previsto e quasi soffocato "aiuto!" di disperazione, che Visconti decise di mantenere nella versione definitiva.

## Presentazioni ed esiti commerciali

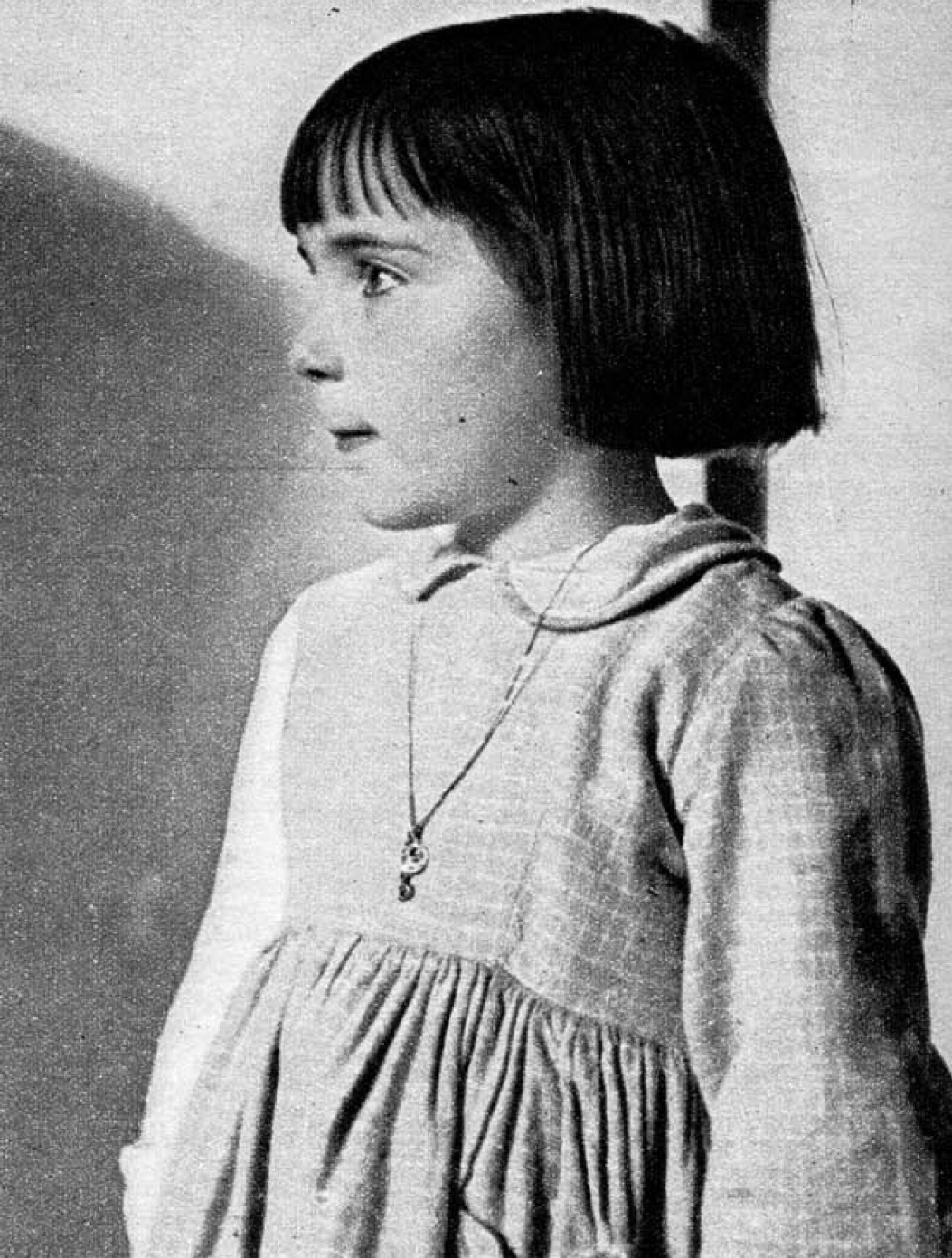
La bimba Tina Apicella (Maria Cecconi), che aveva cinque anni quando apparve in Bellissima

Bellissima ebbe la prima rappresentazione mondiale al cinema "Manzoni" di Milano nella nebbiosa giornata del 28 dicembre 1951. Il film, però, fu «assai poco premiato dagli incassi», avendo infatti introitato 160 milioni di lire. In base a questo risultato, il film di Visconti non riuscì ad entrare nell'elenco dei principali lungometraggi di maggior successo commerciale tra i 120 prodotti in Italia quell'anno. Campione di incassi nell'anno 1952 fu Don Camillo di Duvivier che raggiunse la somma record, mai vista prima per un singolo film in Italia, di circa 1 miliardo e mezzo di lire.
A fronte dello scarso riscontro economico italiano, il film conobbe calorose accoglienze all'estero. Nel luglio 1952 esso viene proiettato in "prima" a Parigi, alla presenza della Magnani, ed in quella occasione l'attrice ricevette i pubblici complimenti del Ministro degli Esteri francese, Schuman. Ancora prima era stato inserito tra le pellicole che avevano rappresentato l'Italia al 2º Festival Cinematografico che si tenne nel febbraio 1952 a Punta del Este, in Uruguay, dove partecipò al successo della spedizione italiana. Ma il "trionfo" avvenne a New York, dove la Magnani arrivò, sempre per presentare il film, nel maggio del 1953. In una corrispondenza di Indro Montanelli dalla città americana, si descrivono accoglienze trionfali, con veri e propri episodi di ressa, ed un "assedio" da parte dei giornalisti e della gente, che costrinse ad un certo punto l'attrice a rifugiarsi in un locale improvvisato.

## Critica

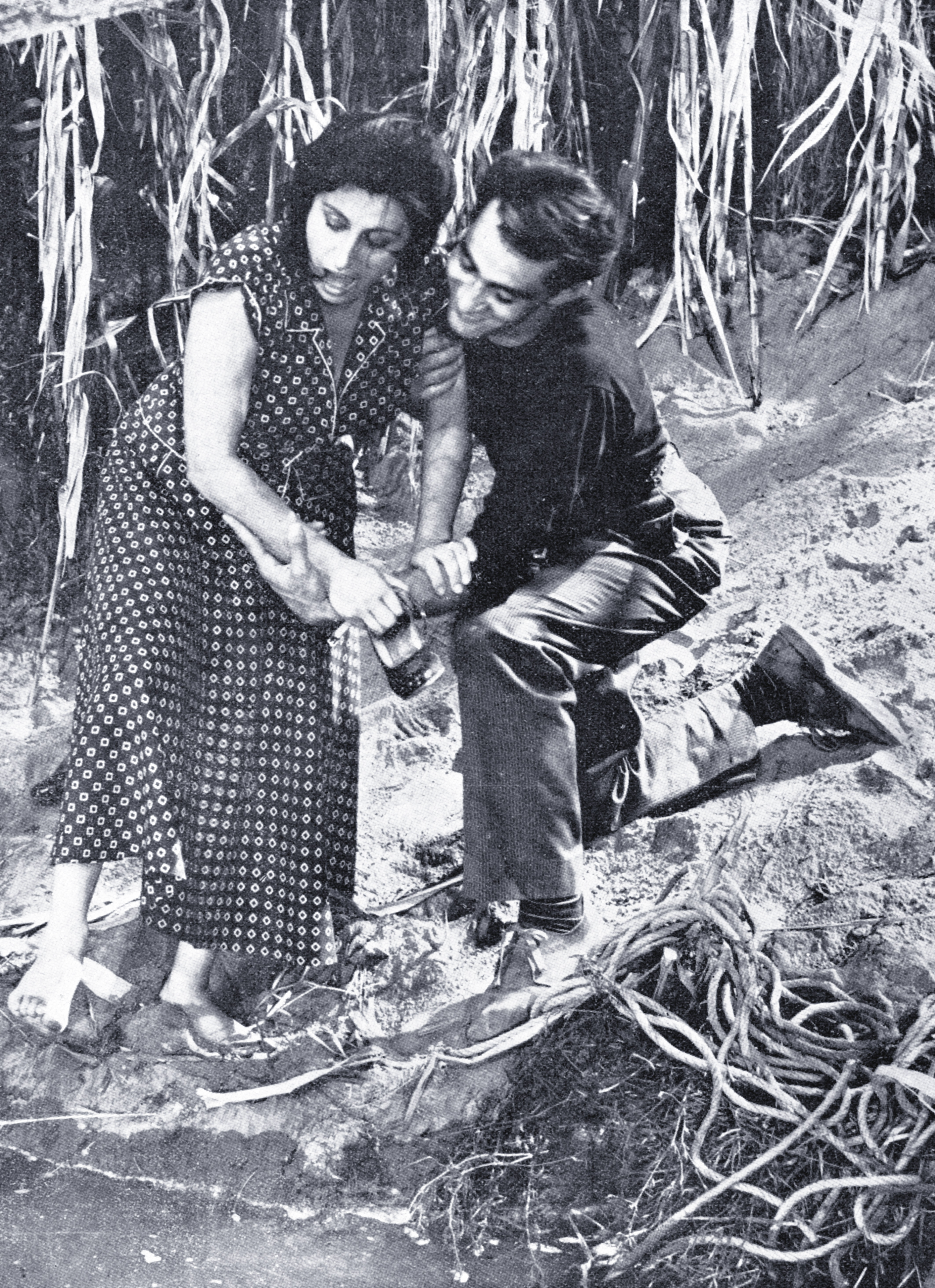
La famosa scena - duetto tra la Magnani e Chiari che si svolge sul greto del fiume, fu in realtà girata in interni presso gli studi di Cinecittà, dove fu artificialmente ricostruito l'ambiente della sponda fluviale

Tutte le valutazioni di Bellissima ruotano attorno al presunto abbandono, da parte di Visconti, del neorealismo, di cui, soprattutto dopo La terra trema veniva considerato uno dei massimi interpreti.

### Cosa dice Visconti
La questione fu inizialmente affrontata dallo stesso regista. Intervistato da Michele Gandin, Visconti dichiarò a tale proposito: «Penso sarebbe meglio parlare di "realismo" semplicemente. Il grosso errore da parte di Germi, ed anche di De Sica, con tutta la stima che ho per loro, è quello di non partire da una realtà sociale effettiva». Poi aggiunge, riferendosi a Miracolo a Milano e a Il cammino della speranza «a mio avviso si tratta di una pericolosa mescolanza di realtà e romanticismo».
Secondo Lino Miccichè «Visconti vuole ricorrere al testo di uno dei riconosciuti "padri fondatori" della ortodossia neorealistica [Zavattini – n.d.r.] proprio per dilatarlo e, in sostanza, ribaltarlo criticamente. Questa operazione critica è comunque anche autocritica, come se prendere spunto dal distantissimo "mondo poetico" di Zavattini avesse dato a Visconti la forza di fare "tabula rasa" di ogni ideologismo neorealistico». Ed ancora: «quella del neorealismo è un'etichetta che Visconti non ha mai troppo gradito e che, anzi, in occasione di Bellissima respinge totalmente…»; per cui, conclude l'autore «a ben rileggere Bellissima appare chiaro che il terzo lungometraggio di Visconti costituisce già quel "superamento" del neorealismo di cui il successivo Senso sarà la più alta ed evidente espressione».

### Le critiche contemporanee
«Anna Magnani – scrisse il Corriere della Sera ha avuto in Bellissima la sua occasione d'oro e ne ha approfittato.(…) Di episodi riusciti ve ne sono, soprattutto nella seconda parte, in particolare quello sulla riva del fiume. È riuscitissimo tutto l'epilogo che concentra e solleva tutti i motivi di commozione preannunciati ed attesi. Volendo raccontare un'esaltazione ed un tracollo, un'illusione ed un disincanto, il film lo ha fatto con dignità, utilizzando mezzi inconsueti ed audaci, talvolta rischiosi. Il suo merito maggiore è nella schietteza, che è poi la strada giusta nel neorealismo e di ogni realismo».
In una lunga ed articolata recensione, il critico Guido Aristarco dà un giudizio molto positivo della pellicola: «Dopo La terra trema [Visconti] aveva davanti a sé tre strade: proseguire ed avanzare verso nuove soluzioni; ritornare dalle posizioni conquistate [...], sviluppare un argomento collaterale, importante si, ma meno socialmente impegnativo». E, secondo Aristarco, è quest'ultima la strada seguita dal regista: Bellissima è un nuovo ed eccellente prodotto della coerenza di Visconti da lui maturato percorrendo la terza delle vie che aveva dinnanzi. [...] Visconti scopre una Magnani inedita, che oltrepassa, e non di poco, quella rosselliniana di Roma città aperta; egli la spoglia, cioè, dei suoi "vizi", del suo preoccupante gigionismo». Secondo Aristarco «la condanna del mondo di Cinecittà è comprensibile in tutta la sua estensione ed il suo valore [...] il suo non è soltanto un "no" ad un ambiente specifico, più o meno corrotto, ma anche e soprattutto ad un mondo più estensibile e generale, a tutto un modo di concepire la vita ed il lavoro senza il rispetto dei sentimenti umani e dei sacrifici».

Gastone Renzelli (Spartaco) con Tina Apicella

Più differenziato il giudizio apparso su La Stampa: «Si direbbe che, aiutato da un'eccezionale interprete, Anna Magnani, e forse da lei soggiogato, [Visconti ndr] abbia voluto soltanto darci il prepotente ritratto di una popolana. Parecchi episodi appaiono sapidi e nervosi, altri invece sono troppo stipati, quasi ridondanti e quello risolutivo del film (…) non ha la intima convinzione che dovrebbe avere. Questo è il terzo film di Visconti, in apparenza semplice, in realtà dettato da un vasto, umanissimo tema: le grandi delusioni della piccola gente. Un tema che quasi deliberatamente ignora i toni aspri di Ossessione e la raffinata complessità di La terra trema, qui Visconti si è avvicinato a timbri popolareschi, vernacoli…».
Ugo Oietti scrisse che «Anna Magnani ci ha dato forse la più bella interpretazione della sua carriera, confermando ancora una volta le sue qualità di attrice drammatica. Ha creato una Maddalena esuberante e chiassosa, prepotente ed ambiziosa, mentitrice e sensibile». Anche Corrado Alvaro mise in risalto il ruolo della Magnani: «Sin dai primi gesti e dalle prime battute si ha l'impressione di trovarsi di fronte ad una protagonista che ci condurrà dove vuole», attribuendole «una forza di rappresentazione, una verità e una poesia della vita che fanno di una tale attrice un fenomeno unico».

### I commenti successivi

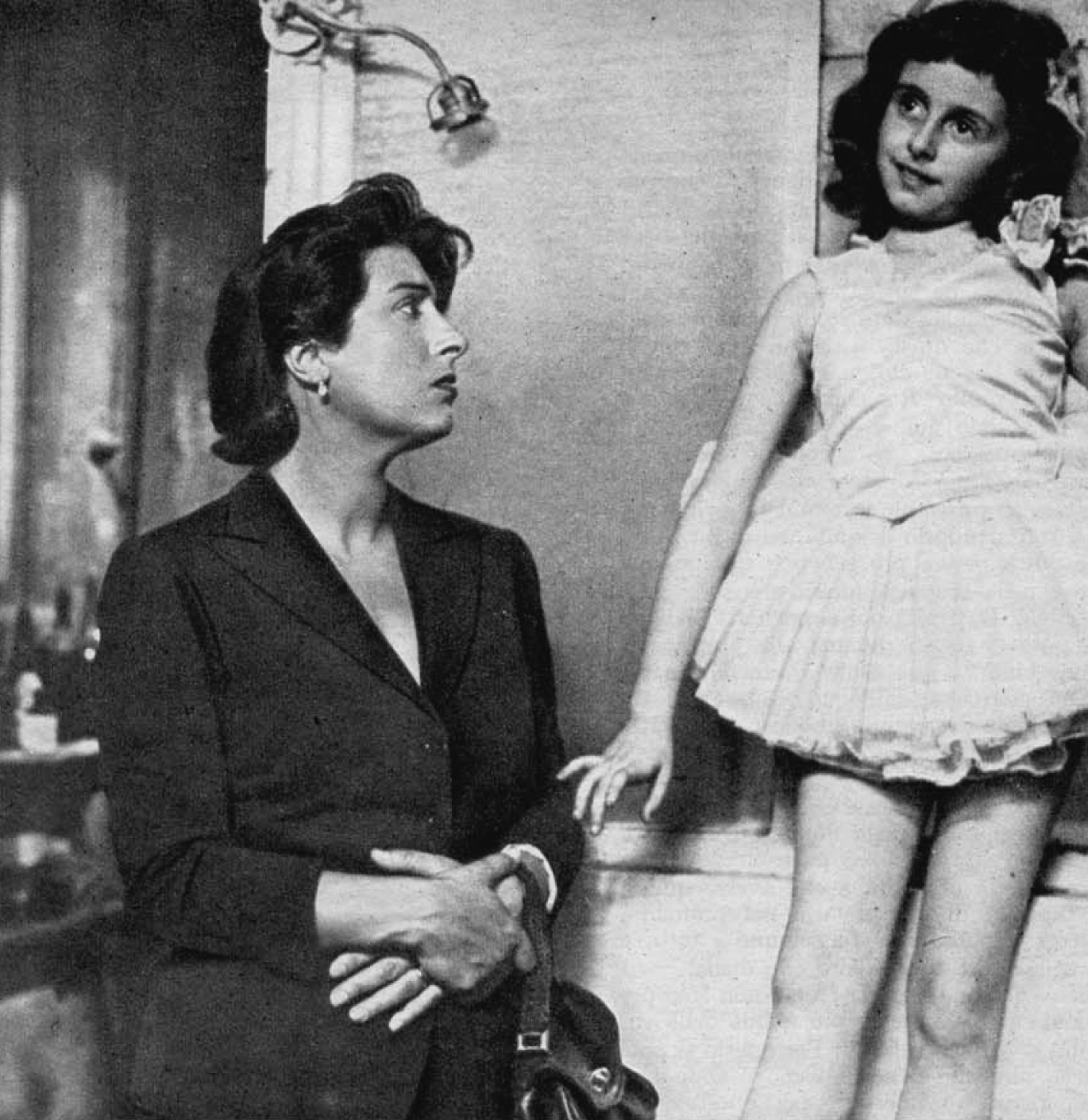
Anna Magnani ed una bimba aspirante attrice in una scena del film

«Impietosamente satirico sul mondo del cinema – scrive il Morandini - come "fabbrica di sogni", ma anche critico sui metodi del neorealismo, oggi [Bellissima - n.d.r.] pare soprattutto come un ritratto di donna, di una splendida, veemente Magnani. La sua scena sul fiume con Chiari è da antologia. Visconti racconta la realtà popolare piena di contraddizioni con occhi sempre lucidi, talvolta impietosi, senza sentimentalismo o idealizzazioni».
Per il Mereghetti si tratta di un «film disperante e grottesco sul falso mito del cinema che utilizza ironicamente come colonna sonora "l'elisir d'amore" di Donizetti. Anche, se non soprattutto, un film feroce sulla "filosofia" del neorealismo: qui la rappresentazione del popolo è piena di contraddizioni, realizzata con l'occhio impietoso di chi sa che i sogni sono destinati ad infrangersi di fronte alla ferocia della realtà».
Anche molti altri commenti successivi convergono nel ritenere Bellissima un film con cui Visconti si distacca dal filone neorealistico. Ad esempio Gianni Rondolino scrive di un «parziale fallimento dei risultati artistici (…) la poetica del neorealismo mal si esprime in uno stile che tenta di mediare la realtà documentaristica con la drammaturgia classica del personaggio a tutto tondo». Analogo il commento apparso su Cinema, grande Storia illustrata: «Sguardo lucido su condizioni economiche di miseria e di fame in un'Italia appena uscita dalla fase di ricostruzione e pronta a guardare al di là dell'orizzonte dei bisogni immediati. Visconti smonta con crudeltà la macchina cinematografica, mostrando l'assoluta inconsistenza morale ed ideale del mondo del cinema.(…) Nel momento in cui Visconti smette di girare Bellissima il cordone che ancora lo lega alla cultura del neorealismo viene reciso nettamente».
Ancora più esplicito, sotto questo aspetto, il giudizio del critico Renzo Renzi: «Quasi tutto pareva dividere i due grandi cineasti [Visconti e Zavattini – n.d.r.] nello stesso approccio alla realtà. Bellissima diventa una sorta di grande calcio dato da Visconti alla per lui inconsistente chiacchiera neorealistica, al suo inconsistente lirismo».
Più sfumato invece il parere di Alessandro Bencivenni: «Bellissima nasce da un spunto neorealista. Col neorealismo condivide certe caratteristiche: l'uso austero della macchina da presa, il sonoro in presa diretta, una recitazione che lascia spazio alla improvvisazione degli attori. Ma non parte da una contrapposizione ideologica tra le virtù della realtà ed i peccati dell'artificio». Mentre, secondo Lino Micciché, si tratta di un film di transizione «tra l'altissima stilizzazione neorealistica di La terra trema ed il turgido realismo, definitivamente post neorealistico, di Senso».
Del resto, già sin dal 1948, era stato lo stesso Visconti a rifiutare ogni inquadramento preconcetto, ironizzando sui "neorealisti più realisti del re" e sulla «ottusità di chi vuole mettere etichette e confini alla libertà creativa. Mi sembra – scriveva Visconti – che [il neoralismo - n.d.r.] cominci a diventare un'assurda etichetta che si è attaccata come un tatuaggio e che invece di designare un metodo, un momento, diventa una limitazione totale, una regola».

## Riconoscimenti
Oltre al già citato Nastro d’argento conferito ad Anna Magnani per la sua interpretazione, va ricordato che Bellissima è stato selezionato tra i 100 film italiani da salvare.